# Alcalinità
Con il termine alcalinità si esprime la quantità di sali con proprietà di alcali disciolti nell'acqua. Potrebbe molto semplicemente essere definita il contrario di acidità.

## Descrizione
Nella pratica essa rappresenta la capacità dell'acqua a "resistere" a cambiamenti indotti del suo pH. Viene determinata per titolazione utilizzando i due differenti indicatori fenolftaleina ed il metilarancio. L'unità di misura è espressa in termini di ppm (parti per milione).
L'alcalinità è dovuta a ioni del tipo carbonati, carbonati acidi e idrossidi. La titolazione viene effettuata con acido cloridrico in presenza di fenolftaleina per quantificare la presenza di ioni ossidrili e metà degli ioni carbonati (alcalinità F); sempre con acido cloridrico ma in presenza di metilarancio viene poi continuata la titolazione per determinare l'altra metà degli ioni carbonati, e quella dei bicarbonati (alcalinità M). Il risultato viene espresso come mg di carbonato di calcio in un litro d'acqua.